# Megaloceros
Megaloceros (del griego: megalos + keras, literalmente "cuerno grande") es un género extinto de mamíferos artiodáctilos de la familia Cervidae que vivieron en Eurasia desde fines del Plioceno hasta el Pleistoceno superior. Fueron herbívoros muy expandidos durante las edades de hielo. La especie mayor, M. giganteus, denominada comúnmente como el "alce irlandés" o "ciervo gigante", es también la más conocida.
Muchos de los miembros de este género eran animales grandes que preferían ambientes de praderas o bosques abiertos, con muchas especies promediando algo menos de 2 metros de altura hasta la cruz. Muchas especies mediterráneas, por otro lado, son ejemplos clásicos de enanismo insular, como las especies de Cerdeña (y también Córcega; ambas islas estuvieron unidas durante la mayor parte del Pleistoceno) M. cazioti, que llegaría a 1 metro de alto. Las varias especies del género cretense Candiacervus —la menor de las cuales, C. rhopalophorus sólo medía 65 cm de alto hasta los hombros— que a veces son incluidas en Megaloceros como un subgénero.

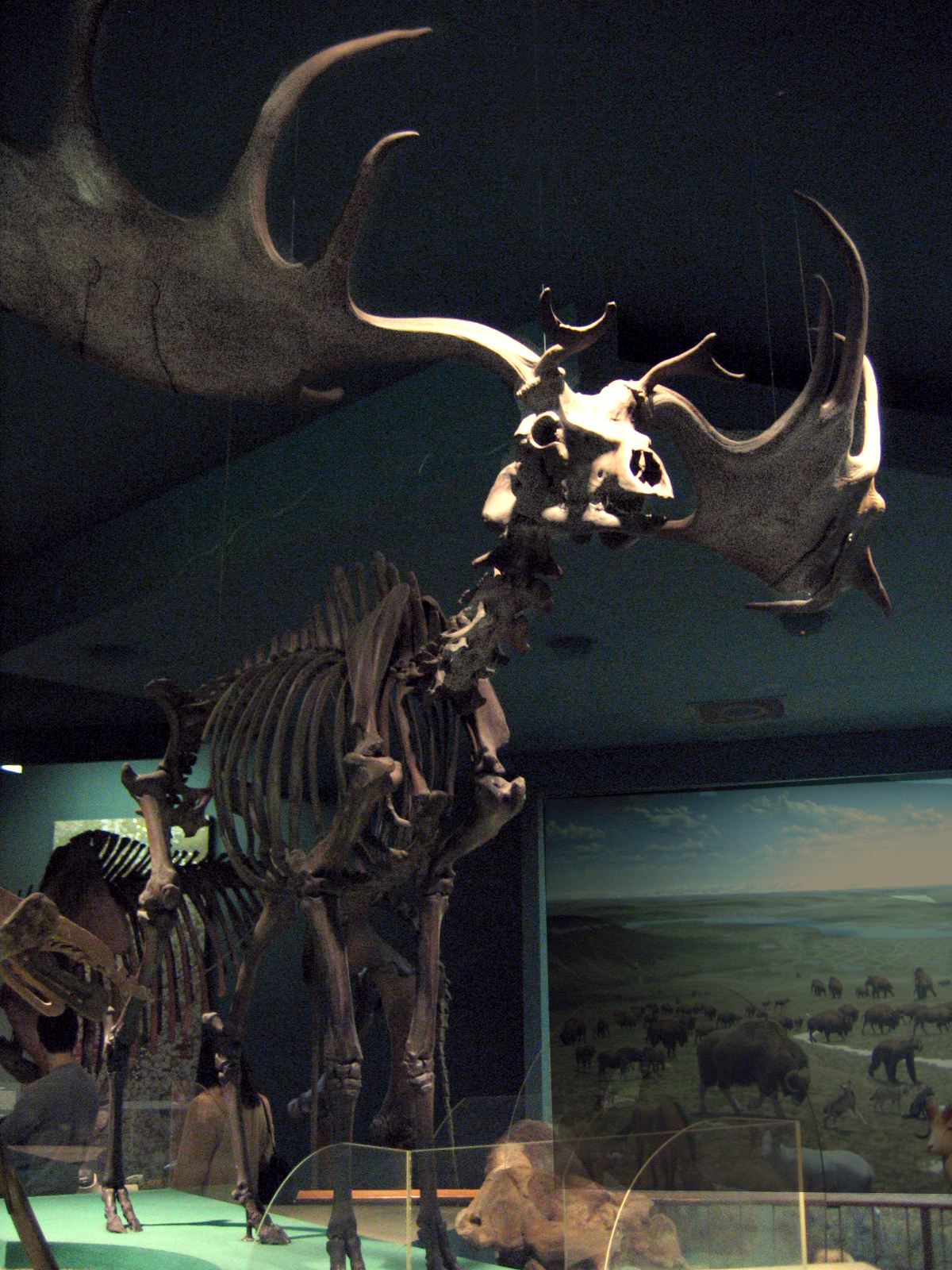
Esqueleto de Megaloceros giganteus

Como se podría deducir del nombre "alce irlandés", la especie mayor tenía cierta similitud morfológica con los actuales alces. Sin embargo, se ha mostrado que esto era una consecuencia del incremento de tamaño. En realidad, estaba más emparentado con los actuales gamos (género Dama, de modo que Megaloceros fue parte de una amplia radiación de fines del Neógeno de parientes de los gamos de los cuales sólo persisten dos taxones en la actualidad.(Lister et al. 2005, Hughes et al. 2006)
El número de especies en el género Megaloceros es controvertido: algunas veces el género se usa de manera muy restringida. En el caso más extremo, se limita a M. antecedens y M. giganteus, siendo las otras separadas en Praemegaceros (linaje europeo) y Sinomegaceros (linaje de Asia oriental). Aunque el último es probablemente válido como subgénero, el primer taxón requiere de más investigación sobre sus relaciones con Megaloceros sensu stricto y con Candiacervus en particular.

## Especies en orden cronológico

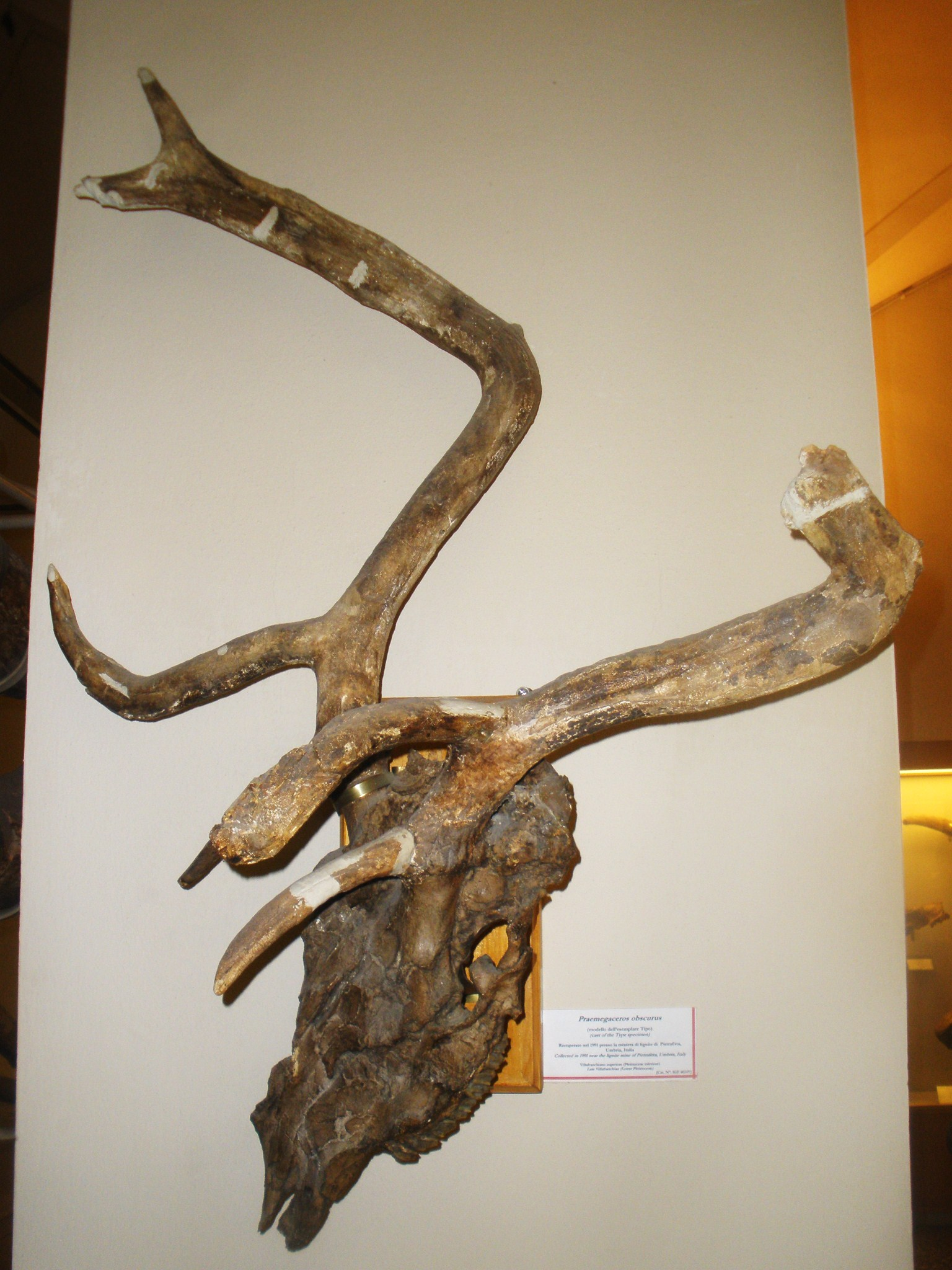
Cráneo de Megaloceros (Praemegaceros) obscurus.

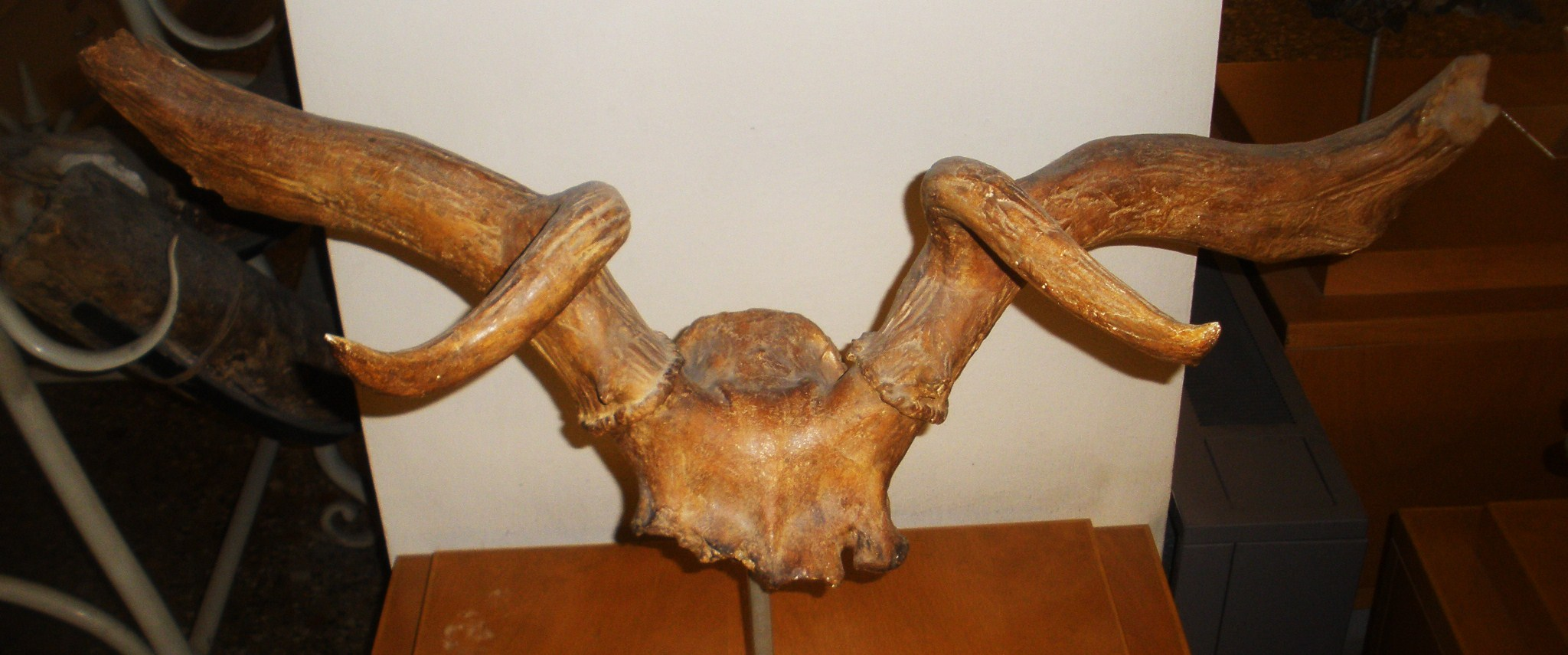
Cuernos de Megaloceros (Praemegaceros) verticornis

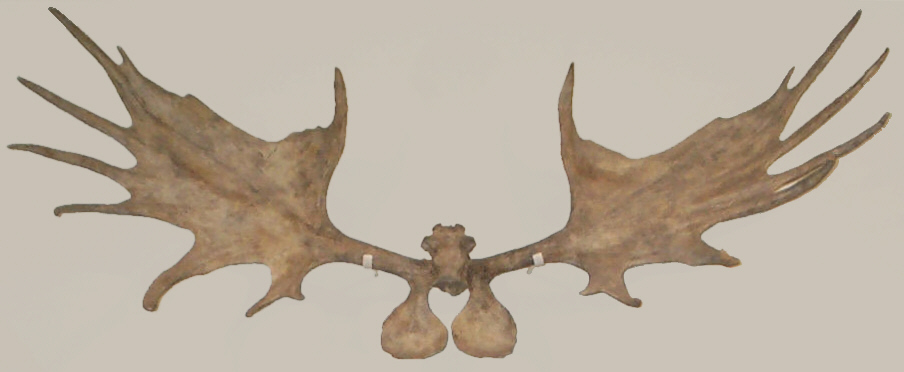
Cornamenta de Megaloceros antecedens.

- M. obscurus

La especie más antigua del Pleistoceno temprano de Europa. Tenía largas astas curvadas.
- M. luochuanensis

Una especie de principios a mediados del Pleistoceno hallada en el loess de Shaanxi en China.
- M. verticornis

De principios a mediados del Pleistoceno, cercanamente relacionado con M. obscurus. Hallado a lo largo del sur de Europa. Se piensa que pudo ser el ancestro de las especies mediterráneas, y de Candiacervus.
- M. antecedens

Muy similar a M. giganteus, hasta el punto de que es considerado a veces como una subespecie de este último. Las astas difieren en que son más compactas, y las puntas cerca de la base son grandes y palmeadas. Hallado en Alemania en el Pleistoceno medio.
- M. pachyosteus

Pleistoceno medio de China y Japón. Poseía astas largas y curvas.
- M. savini

Especie del Pleistoceno medio, algo mayor que un caribú, hallado originalmente cerca de Sainte Savine, Francia. Sus cuernos eran rectos, con picos similares a espinas. Las puntas más cercanas a la base eran palmeadas.
- M. cazioti

Especie enana del Mediterráneo del Pleistoceno medio de Cerdeña y Córcega. Con cerca de un metro hasta los hombros, se cree que desciende de M. verticornis.
- M. dawkinsi

Una especie del Pleistoceno tardío nativa de Gran Bretaña, muy similar a M. savini. Los primeros habitantes humanos de las islas británicas pueden haberlo encontrado, ya que se han hallado algunos fragmentos de cuerno que fueron tallados como rústicas herramientas.
- M. giganteus

La mayor, la más conocida y de las últimas especies del género, medía más de 2 metros hasta los hombros. Hallado a lo largo de Eurasia, desde Irlanda a China durante la última era de hielo.